# NGC 1996
NGC 1996 في الفهرس العام الجديد، هو عنقود نجمي، يقع في كوكبة الثور. اكتشف في 7 ديسمبر 1785. بواسطة ويليام هيرشل.

## روابط خارجية
- NGC 1996 على موقع ويكي سكاي: DSS2, SDSS, GALEX, IRAS, Hydrogen α, X-Ray, Astrophoto, Sky Map, Articles and images